# Большой Тылль

Большой Тылль и его жена Пирет, скульптор Тауно Кангро, высота 3,5 метра, Курессааре

Большой Тылль (тж. Большой Тылл, Суур Тылль, эст. Suur Tõll) — персонаж эстонской мифологии, живший на острове Сааремаа; великан-земледелец, богатырь, сражавшийся с врагами своего народа.

## Сюжеты преданий

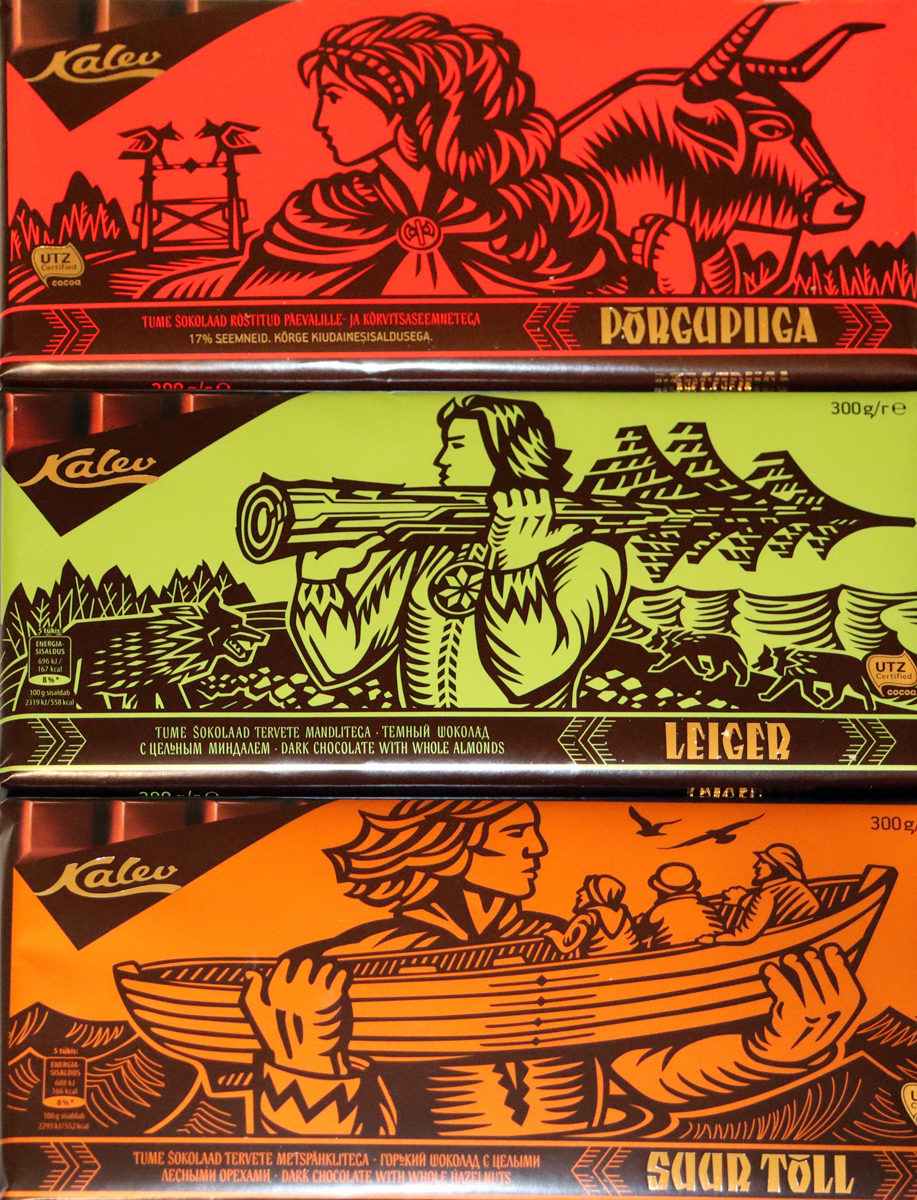
Шоколад марки Kalev: Пыргупийга, Лейгер и Большой Тылль

Большой Тылль жил в деревне Тыллусте со своей женой — великаншей Пирет — и занимался тем, что возделывал землю на собственной земле и ловил рыбу, как все жители деревни, хотя был местным правителем. Он часто навещал своего брата (по другим рассказам — племянника) Лейгера, такого же великана, на соседнем острове Хийумаа. Тылль был такой большой, что мог ходить пешком по дну моря, а его посох, сделанный из ствола ели, был длиной в 5 саженей, около десяти с половиной метров. Он любил капусту, пиво и баню. Нрав у Тылля был горячий, но душа добрая, и он всегда приходил на помощь людям и защищал их.
Однако и у него был главный враг — исполин Нечистый, который всегда старался навредить ему, где только мог. Однажды, когда великан отлучился, Нечистый разрушил его дом. Жена Тылля, увидев это, умерла. В конце концов Тылль расправился со зловредным бесом.
Когда на остров напали рыцари-захватчики, Тылль пошёл с ними биться, но врагов было слишком много, и их главарь сумел отрубить великану голову. Поддев голову на свой меч (по другой версии, взяв под мышку), Тылль пошёл умирать, но перед смертью пообещал встать из могилы и помочь людям, если враги опять пойдут на них войной, — пусть только позовут его. Но озорные дети решили подразнить великана и крикнули: «Тылль, Тылль, вставай, на дворе война!» Великан встал, рассердился, увидев, что его зря позвали, и лёг обратно, поклявшись, что больше уж не вернётся.

## Корни и мотивы

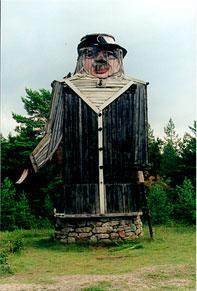
Переделанная из мельницы фигура Большого Тылля

Большой Тылль воплощает гиперболизированный образ народного старейшины. Возможно, что в древности существовал его реальный прототип, человек очень высокого роста. По-видимому, отдельные сюжеты уходят ещё в языческие времена, тогда как истории о борьбе Тылля с Ванапаганом сформировались уже после христианизации, поскольку в образе Нечистого отчётливо проступают черты христианского чёрта.
В первую очередь легенда о Большом Тылле относится к этиологическим мифам,
объясняющим в олицетворённой форме появление различных природных объектов или культурных особенностей. В образах главных героев и сюжетных линиях явно прослеживается мотив первородного камня. Ванапаган забрасывает камнями поле Тылля, Тылль бросает камни с эстонского берега на финский, состязается в метании камней с другим великаном Калевипоэгом, хоронит окаменевшую жену в каменном саркофаге и сам после смерти окаменевает, превращается в два холма (туловище и отрубленная голова).
Так возникают объяснения географических объектов. Помимо упомянутых холмов, на острове можно увидеть валун Пиретикиви («Камень Пирет»). Когда Пирет собирала камни для бани, она уронила один себе на ногу, да так больно, что заплакала, и со злости швырнула его, что было сил. Там он и лежит с тех пор, причём земля вокруг него всегда мокрая. Есть история и у полуострова Харилайд на северо-западе Сааремаа. Ванапаган строил мост, по которому человеческие души должны были отправляться к дьяволу, и, убегая от Тылля, бросил там горсть песка — так получился Харилайд. По преданию, косу Сааре, соединяющую острова Хийумаа и Сааремаа, строил Лейгер с сыновьями, чтобы брат ходил к нему в гости посуху. А из того места, куда попало брошенное Тыллем копьё, забил прозрачный, холодный родник.
Кроме того, предания о Большом Тылле и других великанах имеют признаки героического эпоса, хотя эти признаки не получили большого развития. «Тылль предстаёт… как символ могущества и бессмертия народа, непобедимости его стремлений и идеалов». Это мужественный богатырь, образец героического поведения: он спасает людей из бушующего моря, мстит за смерть жены, защищает родину от захватчиков и гибнет в неравном бою. Его образу свойственна монументальность, но при этом и простота.

## Большой Тылль в наше время

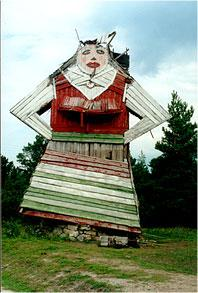
Переделанная из мельницы фигура Пирет

На Сааремаа проводятся экскурсии по местам, связанным с Большим Тыллем. В деревне Лилби расположен туристический комплекс Суур Тылл («деревня отдыха»). В деревне Нинасе стоят две переделанные из ветряных мельниц фигуры Пирет и Тылля в национальной одежде, к которым приходят новобрачные.
Известна установленная в Курессааре скульптурная группа Тауно Кангро, где бронзовые герои легенды несут лодку, полную рыбы. В 2004 году прошла выставка скульптора «Стародавнее войско в камне и металле», многие экспонаты которой были посвящены сааремскому великану: «Вот богатырь аппетитно хлебает капустный суп, а вот его жена Пирет вяжет для мужа огромный шерстяной носок. Тылль — мастер — он строит и пашет, Тылль — силач — он спасает рыбаков вместе с лодкой из бурного моря, Тылль — воин — с колесом от телеги выходит он на жестокую битву. Тылль и Пирет — любящие супруги, и чуткие пальцы Тауно запечатлели минутку их нежности».
В 1959 году книгу о Тылле написал Эно Рауд.
Но больше всего прославил Тылля советский мультфильм эстонского режиссёра Рейна Раамата и художника Юри Аррака «Большой Тылл» («Таллинфильм»), вышедший в 1980 году и получивший первую премию на XIV Всесоюзном кинофестивале 1981 года в Вильнюсе, хотя сюжет и рисунки вызвали неоднозначную реакцию у публики. Впоследствии была опубликована книга с пересказом мультфильма и крупными иллюстрациями того же художника.
В честь Большого Тылля назван ледокол «Суур Тылль». А на переправе Куйвасту — Виртсу (с острова Муху, соединённого Ориссаарской дамбой с Сааремаа на материк) с 2017 года работают два парома — «Тылль» («Tõll») и «Пирет» («Piret»).